# Tubung Walang
Tubung Walang is een bestuurslaag in het regentschap Lembata van de provincie Oost-Nusa Tenggara, Indonesië. Tubung Walang telt 395 inwoners (volkstelling 2010).